# Petr Mrázek (1961)
Petr Mrázek (* 8. ledna 1961) je bývalý český fotbalový obránce. Po skončení aktivní kariéry trénuje v nižších soutěžích.

## Klubová kariéra

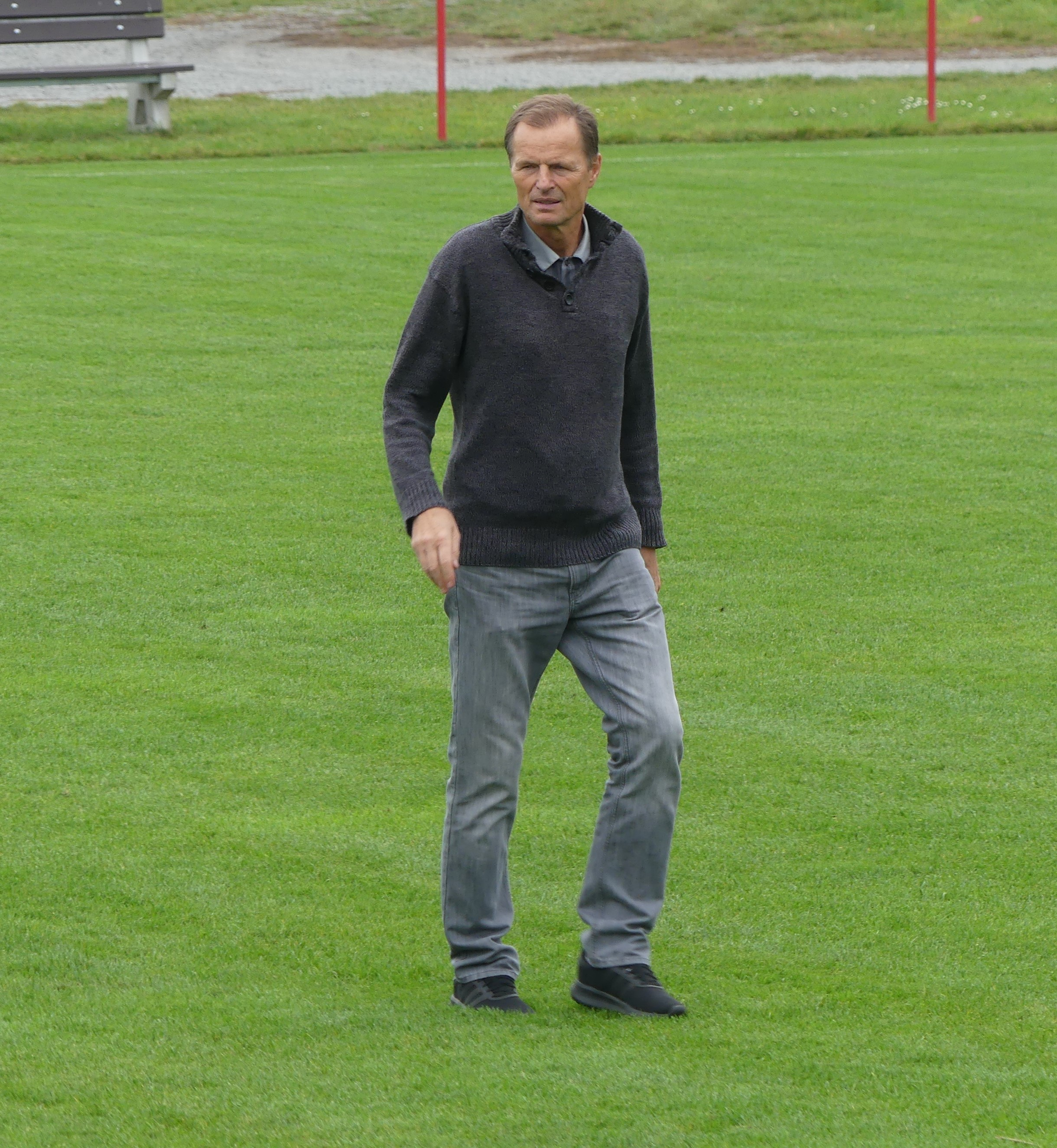
Petr Mrázek jako trenér FC Kralice na Hané (r. 2023).

Odchovanec SK Sigma Olomouc. V lize hrál za SK Sigma Olomouc a Škodu Plzeň, dále hrál na vojně za VTJ Tachov. V Německu si zahrál třetí ligu za 1. FC Schweinfurt 05, na Islandu hrál za prvoligové týmy Fimleikafélag Hafnarfjarðar, Valur, a třetiligový Neisti Hofsós. V Německu poté nastupoval v barvách Würzburger Kickers ve 4. lize.